# Krystalfotografen
Krystalfotografen er en dansk eksperimentalfilm fra 1998 med ukendt instruktør.

## Handling
Denne artikel mangler et handlingsreferat. Hjælp os med at skrive det.